# Peplonia
Peplonia là chi thực vật có hoa trong họ Apocynaceae.